# ميكي فيلار
ميكي فيلار (بالإسبانية: Miguel Villar Alonso) هو لاعب كرة قدم إسباني، ولد في 19 سبتمبر 1996 في نيغران في إسبانيا. لعب مع نادي إيبيزا.

## وصلات خارجية
- ميكي فيلار على موقع قاعدة بيانات كرة القدم.إي يو (الإنجليزية)
- ميكي فيلار على موقع Soccerway.com (الإنجليزية)
- ميكي فيلار على موقع عالم كرة القدم.نت (الإنجليزية)